# Mesosemia scotina
Mesosemia scotina is een vlindersoort uit de familie van de prachtvlinders (Riodinidae), onderfamilie Riodininae.
Mesosemia scotina werd in 1909 beschreven door Stichel.